# Mount Lyell (Californië)
Mount Lyell is een 3999 meter hoge berg in het Sierra Nevada-gebergte in de Amerikaanse staat Californië. Mount Lyell vormt het hoogste punt in Yosemite National Park en is de 17e berg van Californië. Daarenboven herbergt Mt. Lyell een van de grootste gletsjers in Yosemite: Lyell Glacier. De berg en gletsjer zijn vernoemd naar Charles Lyell, een 19e-eeuws Brits geoloog.
Mount Lyell ligt ten zuidoosten van de Cathedral Range, een kleine bergketen ten zuiden van de Tuolumne Meadows, en verdeelt als zodanig de stroomgebieden van de Tuolumne en de Merced.
Bezienswaardigheden: Bridalveil Fall · Cathedral Lakes · Cathedral Peak · Chilnualna Falls · Clouds Rest · El Capitan · Emerald Pool · Glacier Point · Grand Canyon of the Tuolumne · Grizzly Giant · Half Dome · Hetch Hetchy · Horsetail Fall · John Muir Trail · Mariposa Grove · Merced Grove · Merced River · Mount Conness · Mount Dana · Mount Lyell · Mount Starr King · Nevadawaterval · Ostrander Lake · Pacific Crest Trail · Sentinel Dome · Sentinel Rock · Tenaya Canyon · Tenaya Lake · Tunnel View · Tuolumne Grove · Tuolumne Meadows · Tuolumne River · Vernalwaterval · Wawona Tunnel Tree · Yosemite Valley · Yosemitewaterval

Bebouwing: Ahwahnee Hotel · Badger Pass Ski Area · Camp 4 · Curry Village · Glacier Point Hotel · Housekeeping Camp · LeConte Memorial Lodge · Pioneer Yosemite History Center · Rangers' Club · Parsons Memorial Lodge · Wawona · Wawona Hotel · Yosemite Valley Chapel · Yosemite Valley Lodge · Yosemite Village

Vervoer: SR 41 · SR 120 · SR 140 · Wawona Tunnel · Yosemite Area Regional Transportation System

Personen: Ahwahnechee · Chief Tenaya · Frederick Law Olmsted · Galen Clark · John Conness · John Muir · Sierra Miwok · Stephen Mather · Robert Underwood Johnson
- Virtual International Authority File: 4147904977279091079